# Quintanilla de Onsoña
Quintanilla de Onsoña é um município da Espanha na província de Palência, comunidade autónoma de Castela e Leão, de área 52,5 km² com população de 209 habitantes (2007) e densidade populacional de 4,31 hab/km².

## Demografia
| Variação demográfica do município entre 1991 e 2004 | Variação demográfica do município entre 1991 e 2004 | Variação demográfica do município entre 1991 e 2004 | Variação demográfica do município entre 1991 e 2004 |
| --------------------------------------------------- | --------------------------------------------------- | --------------------------------------------------- | --------------------------------------------------- |
| 1991                                                | 1996                                                | 2001                                                | 2004                                                |
| 306                                                 | 272                                                 | 223                                                 | 220                                                 |

## Link
- Quintanilla de Onsoña
- Información de Quintanilla de Onsoña (em castelhano)